# Villabate
Villabate es una localidad italiana de la provincia de  Palermo, región de Sicilia, con 12habitantes.

Ubicación de la ciudad de Villabate dentro de la provincia de Palermo.

## Evolución demográfica
| Gráfica de evolución demográfica de Villabate entre 1861 y 2006 |
|                                                                 |
| Fuente ISTAT - Elaboración gráfica por parte de Wikipedia       |